# Chet Brandenburg
Chet Brandenburg (15 de outubro de 1897 – 17 de julho de 1974), foi um ator norte-americano. Apareceu em 33 filmes entre 1924 e 1957.

## Filmografia
- Official Officers (1925)
- War Feathers (1926)
- Good Cheer (1926)
- Putting Pants on Philip (1927)
- With Love and Hisses (1927)
- Two Tars (1928)
- Should Married Men Go Home? (1928)
- Playin' Hookey (1928)
- You're Darn Tootin (1928)
- Cat, Dog & Co. (1929)
- The Hoose-Gow (1929)
- When the Wind Blows (1930)
- Be Big! (1931)
- The Pinch Singer (1936)